# Islas y canales del archipiélago de Chiloé

Archipiélago de Chiloé

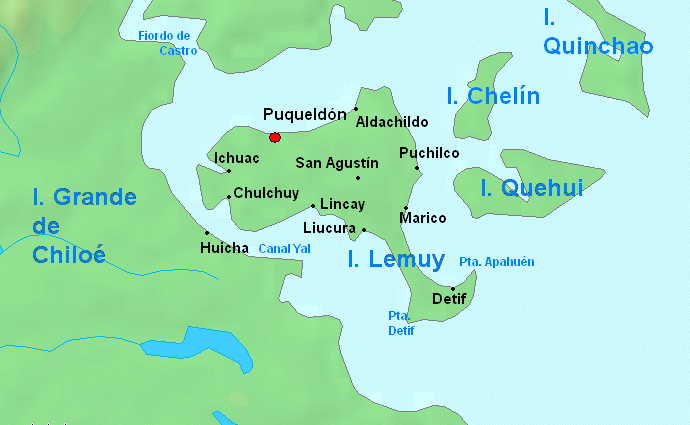
Isla Lemuy

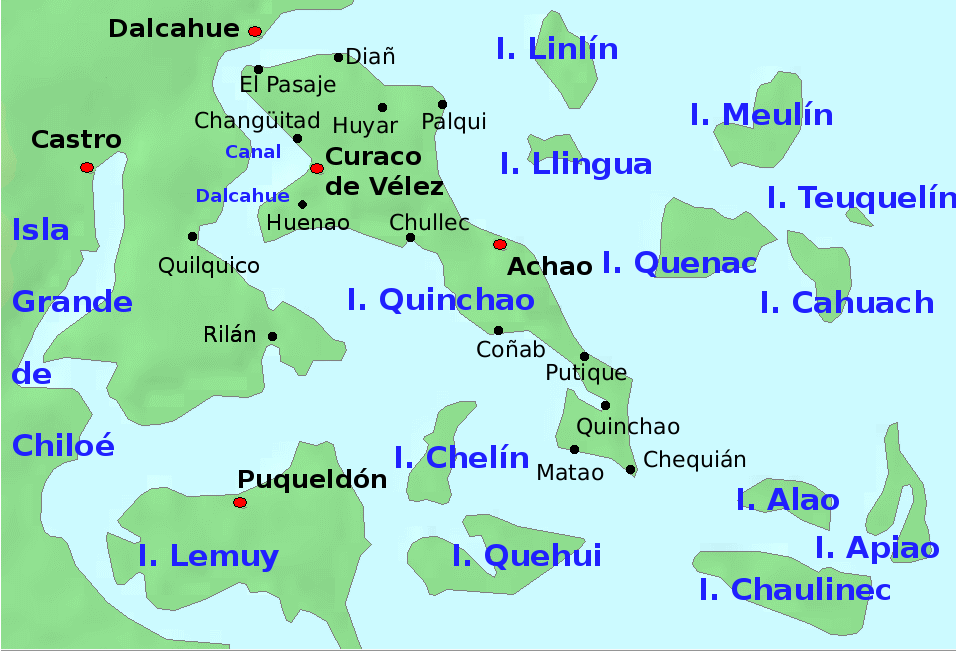
Isla Quinchao

Las Islas y canales del archipiélago de Chiloé  son el complemento geográfico náutico del artículo principal de este archipiélago. Estas islas se encuentran diseminadas alrededor de la isla Grande de Chiloé entre los golfos de Ancud y Corcovado y entre esta y el continente.
Administrativamente pertenecen a la Región de Los Lagos.

## Geología y orografía
El seno de Reloncaví y los golfos de Ancud y Corcovado son antiguas cuencas de grandes lagos, que en el pasado, ocuparon la parte sur del valle central de Chile, y que se hundieron por efecto de sucesivos trastornos geológicos que permitieron que las aguas del océano invadieran dichas cuencas.
El resto hacia el sur es efecto del hundimiento del territorio provocado por el encuentro, frente a la península de Taitao, de tres placas tectónicas: la de Nazca y la Antártica, que se mueven hacia el este, y la Sudamericana, que se desplaza hacia el oeste. Esto produjo un notorio hundimiento del borde de la placa Sudamericana. Los suelos bajaron su nivel, fragmentándose y en los que penetró el mar en las partes hundidas surgiendo gran cantidad de islas
La costa continental de Llanquihue y Aysén es totalmente diferente de las tierras de las islas del archipiélago de Chiloé. Las primeras son muy altas y dentelladas, tales como el volcán Tronador de 3.170 metros de alto, el volcán Calbuco de 2.015 metros y el monte San Valentín de 4.058 metros entre varios otros volcanes y cerros. Por su parte, las tierras de la isla Grande de Chiloé son moderadas alcanzando en el cabo Metalqui poco más de 800 metros de alto. Las islas que se desprenden de la isla Grande de Chiloé son también de alto muy moderado excepto la isla San Pedro de 976 metros.
La costa continental que rodea los golfos de Reloncaví, Ancud y Corcovado está cubierta casi por completo por una vegetación tupida que solo se puede penetrar con mucho esfuerzo, no así en la de los golfos citados en que la vegetación es menos espesa.
Las islas situadas al oeste del canal Moraleda son en general más bajas que la costa continental vecina. El cerro más alto de estas islas es el cerro Cuptana o Nevado de 1.680 metros de alto.

## Clima y vientos
El clima es húmedo y lluvioso, especialmente en la costa oeste por estar expuesta al océano Pacífico. El viento sopla del S y SW durante los meses de diciembre a marzo, el resto del año sopla desde N y del NW. El viento E es generalmente débil y sopla en contadas ocasiones.

## Mareas y corrientes
La onda de marea penetra por el canal de Chacao y por el golfo Corcovado con solo minutos de diferencia y encontrándose ambas ondas en el sector NE del golfo de Ancud donde la amplitud de marea alcanza en algunos lugares hasta 8 metros y su intensidad puede llegar a los 8 a 9 nudos. Estos factores hacen que  la navegación en esta región sea de cuidado y más peligrosa que la de los canales patagónicos. 
Otro problema de esta gran amplitud de la marea combinada con la poca inclinación del suelo de las playas de las islas del archipiélago es que la mar se retira grandes distancia de la orilla durante la bajamar, lo que hace que el contorno de las costas sea modificado haciendo difícil para el navegante reconocer la costa y el punto en que se encuentra.

## Islas e islotes

### Isla Grande de Chiloé
- Mapa de la isla

Separada del continente por el norte por el canal de Chacao, por el este por los golfos de Ancud y Corcovado y por el sur la boca del Guafo la separa de las islas Guaitecas. Es la principal y más grande del archipiélago de Chiloé. De relieve moderado, asciende suavemente desde el lado oriental hacia el occidental hasta alcanzar 800 metros cerca del cabo Metalqui. Dentro del archipiélago, solo la isla San Pedro sobrepasa esta altura con 975 metros.
Sus costas norte y este son bajas y accesibles. La costa oriental es endentada formando numerosas islas, canales y pequeñas bahías. Cubierta por un bosque espeso de variados tipos de árboles que proporcionan excelentes maderas.

### Isla Caucahué
- Mapa de la isla

Localizada en el sector SW del golfo de Ancud, separada de la costa noreste de la isla de Chiloé a la altura del pueblo de Quemchi por el canal Caucahué. Tiene la forma de un cuadrilátero de 4½ nmi en su lado N-S por 2 nmi E-W. Sus vértices son: al NE el morro Lobos, al SE la punta Quinterguén, al SW la punta Teliupta y al NW la punta Quéler. Sobre las puntas Morro Lobos y Teliupta hay instalados faros automáticos.
Sus costas norte y oriental son escarpadas con playas de cascajos y guijarros. Sus costas S y SW son suaves y espaldadas por colinas altas y boscosas. Su altitud es de 71 metros.

### Islas Chauques
- Mapa de las islas

Ubicadas en el sector SW del golfo de Ancud y separadas de la costa noreste de la isla Grande a la altura de las puntas Colú y Tenaún por el canal Quicaví. Se dividen en dos grupos: Chauques Occidental y Chauques Oriental, ambos grupos separados por el canal Chauques. Están formadas por la descomposición de rocas volcánicas, con una delgada capa vegetal, su relieve alcanza un poco más de 100 metros. El bosque no es abundante. En sus playas abundan mariscos tales como cholgas, tacas, piures y navajuelas.
Las islas de ambos grupos se unen unas a otras según el estado de la marea. Las islas principales de cada grupo son: Cheniao, Mechuque, Taucolón y Añihué por las occidentales y Aulín, Butachauques y Tac por el grupo oriental.

### Isla Mechuque
- Mapa de la isla

Forma parte del grupo Chauques occidental. Situada entre la costa este de la isla Chiloé de la que la separa el canal Quicaví y las islas Cheniao y Taucolón por sus lados NE y SE de las que la separa el canal Cheniao. Mide 3½ nmi en dirección E-W por 1½ nmi a 90°. Tiene en su extremo norte la punta Escaleras y en el extremo oeste la punta Chillidque.
En su costa sur se forma la caleta Mechuque que tiene una profundidad de 20 a 10 metros. Hay una rampa de concreto para que atraquen las embarcaciones menores de los pescadores y agricultores que viven en el pequeño caserío levantado en la caleta. En la costa sur existe un faro automático.

### Isla Cheniao
- Mapa de la isla

Integra parte del grupo Chauques occidental. Situada al NE de la isla Mechuque de la que la separa el canal Cheniao y al norte de la isla Taucolón. Mide 3½ nmi en dirección NW-SE por ½ nmi.
Desde su extremo oeste despide en dirección WNW el bajo Cheniao de 2 nmi de largo, finalizando en las rocas Peligro que reducen el ancho útil del extremo norte del canal Cheniao. En la costa occidental se forma el surgidero Quetén, chico pero abrigado y con buen tenedero. En la costa sur está puerto Voigue.

### Isla Añihué
- Mapa de la isla

Forma parte del grupo Chauques occidental. Ubicada inmediatamente al sur de la isla Mechuque, separadas por el canal Añihué muy poco profundo. Mide 2½ nmi en dirección E-W por 1 nmi.

### Isla Taucolón
- Mapa de la isla

Pertenece al grupo Chauques occidental. Emplazada al sur de la isla Cheniao de la que la separa el puerto Voigue y de las islas Mechuque y Añihué por el paso Taucolón. Mide 1 nmi en dirección N-S por 1 nmi a 90°.

### Isla Aulin
- Mapa de la isla

Forma parte del grupo Chauques oriental. Localizada en el extremo norte de la isla Buta Chauques, separada de esta por un canal muy estrecho. Mide 2¼ nmi en dirección NW-SE por ½ nmi.

### Isla Buta Chauques
- Mapa de la isla

Pertenece al grupo Chauques oriental. Situada al este de las islas Cheniac y Taucolón, separadas por el canal Chauques. Por su lado este se encuentra el continente. Mide 5 nmi en dirección N-S por 3 nmi a 90°. Por el norte está la punta Coche, por el este las puntas Tugnao y Cachihué y en el extremo sur la punta Conev.
La punta Tugnao, en el extremo este de la isla, despide hacia el este un bajo de 1 nmi de extensión señalizado por sargazos y por un faro automático en su punta. Hacia el SE de la isla, a 2 nmi de distancia, se encuentra el banco Bracey de una superficie de media milla cuadrada. En el sector SE hay un caserío con una iglesia característica y una cancha de aterrizaje para aviones chicos.

### Isla Tac
- Mapa de la isla

Forma parte del grupo Chauques oriental. Ubicada inmediatamente al sur de la isla Buta Chauques de la que está separada por el canal Tac de 2 nmi de ancho. Mide 2 nmi en dirección NE-SW por 1 nmi. Está delimitada por la punta Pilque en el extremo NW, la punta Piche Niche en su extremo NE, por la punta Lobos en su extremo SW y la punta Pirquén por el W. De poca altura.

### Isla Quinchao

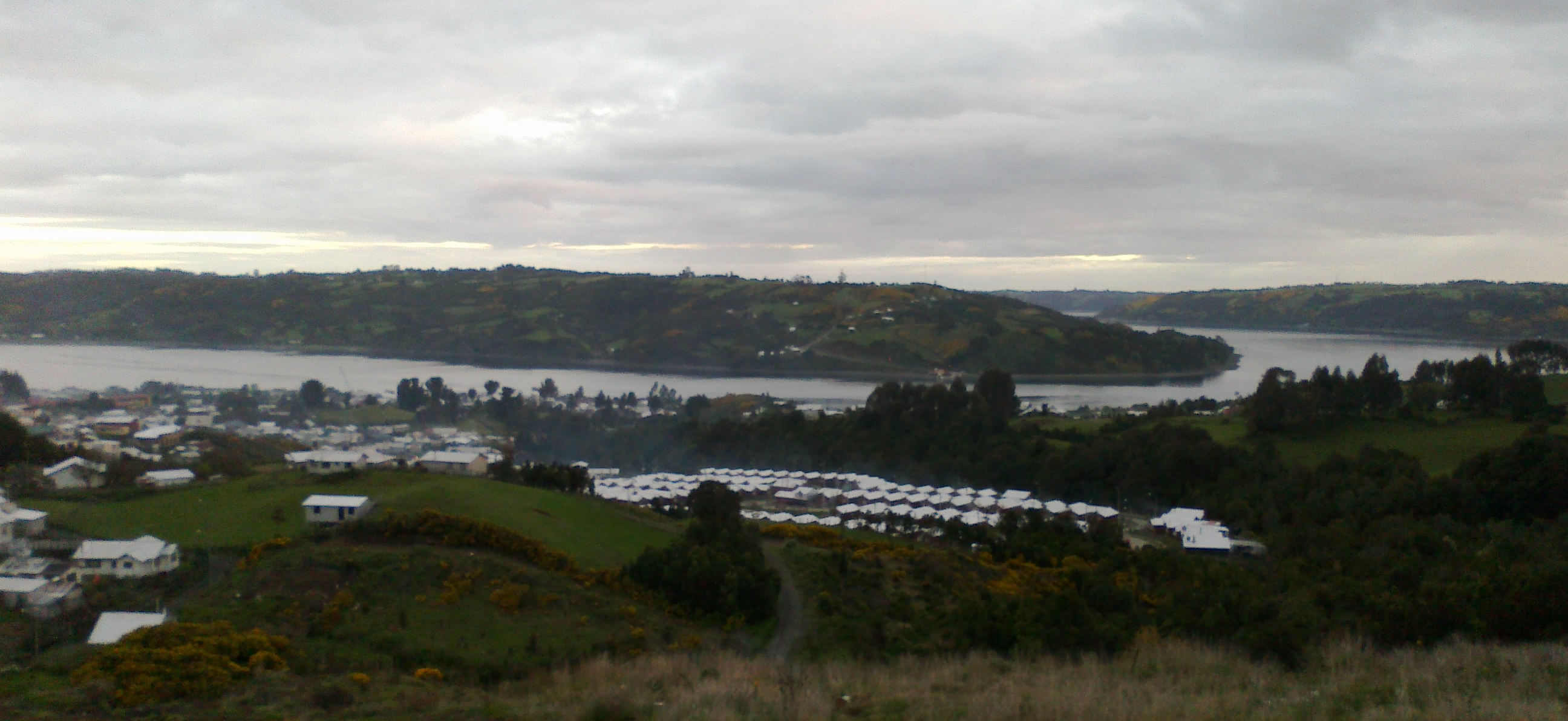
Isla Quinchao y canal Dalcahue

- Mapa de la isla

Localizada al este de la costa oriental de la isla Grande de Chiloé a 1¼ nmi de la punta Quinquel. Separada de esta por el canal Dalcahue y por el canal Quinchao de las islas Linlín, Llingua, Quenac y Caguache. En el archipiélago su superficie es solo inferior a las islas Grande y Guafo. Su área es de 118,5 kilómetros cuadrados. Mide 17 nmi de largo en dirección NW-SE por 4 nmi de ancho medio. Su contorno es muy irregular. Es de mediana altura.
Al norte tiene la punta Degán, al NE la punta Palqui, por el costado este, de norte a sur se encuentran las puntas Putique, Traiguén y Cheguián, por su costado oeste las puntas Matao, Coñao y Huenao de sur a norte y en su extremo NW la punta Coyumbué.
Es una de las más pobladas del archipiélago. En el sector occidental se encuentran los pueblos de San Javier y Curaco; en el noreste Huyar y Palqui; Achao en la costa oriental y Quinchao y Matao en la costa suroeste.

### Isla Linlín
- Mapa de la isla

Ubicada 3¾ nmi al SW de la punta Tenaún de la isla Grande de Chiloé. Mide 2½ nmi de largo en dirección N-S por 1½ nmi de ancho. Su mayor altura es de 136 metros. Separada de la isla Llingua emplazada más al sur por un canalizo no navegable.

### Isla Meulín
- Mapa de la isla

Localizada 4½ nmi al SE de la punta Tenaún y al norte de las islas Quenac, Caguache y Teuquelín. Mide de N-S 4 nmi por 2½ nmi. En su costado oeste se abre estero Meulín.

### Isla Llingua
- Mapa de la isla

Ubicada al sur de la isla Linlín. Mide 2 nmi de largo de E-W por 6 cables de ancho. En el extremo oeste se eleva un cerro de 144 metros, el resto es relativamente baja. En su extremo SE está unida a la pequeña isla Chequetén.

### Isla Quenac
- Mapa de la isla

Emplazada al S de la isla Meulín y al W de la isla Caguache, separada de la isla Quinchao por el canal Quinchao. Mide 3½ nmi de largo de E-W por 2¼ nmi de ancho de N-S. Es de mediana altura. Muy cultivada y poblada. Tiene varios fondeaderos a su alrededor.

### Isla Caguache

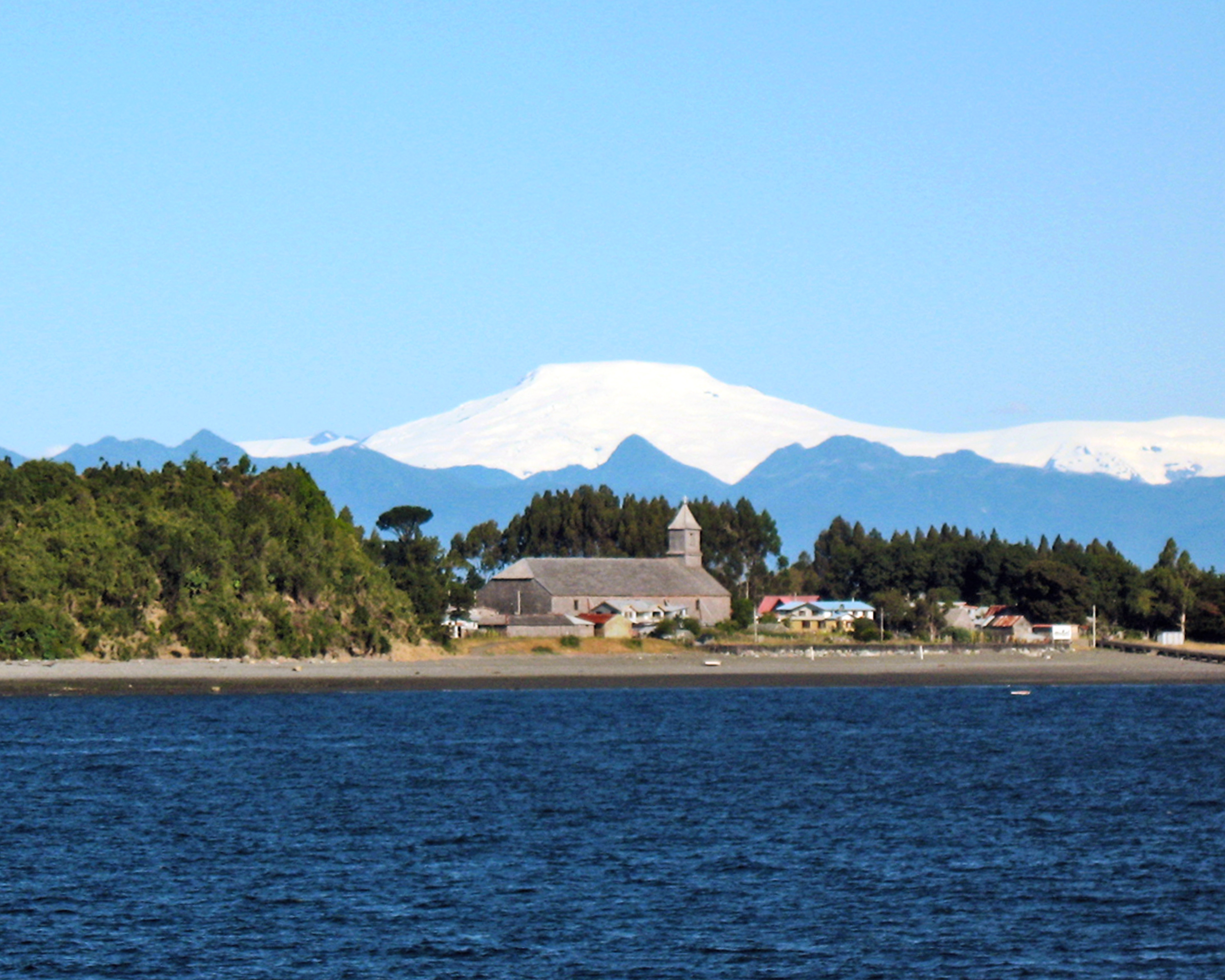
Isla Caguache con el volcán Michimahuida al fondo

- Mapa de la isla

Ubicada al sureste de la isla Meulín y al este de la isla Quenac. Mide 3 nmi de largo en la orientación NW-SE por 1¼ nmi a 90°. Tiene un cerro de 130 metros.

### Isla Teuquelín
- Mapa de la isla

Localizada al NE de la isla Caguache de la cual está separada por un canalizo angosto y poco profundo. Es muy pequeña de porte, mide ½ nmi en su extensión máxima. Es baja. En la costa este hay un faro automático.

### Isla Lemuy
- Mapa de la isla

Situada entre la costa oriental de la isla Grande de Chiloé y las islas Chelín y Quehui es una de las  más importantes del archipiélago por su población, tamaño y producción agrícola. Es la más occidental de la serie de islas que se extienden entre la isla Grande y el continente que marcan la separación de los golfos de Ancud y Corcovado. Mide 8 nmi de largo en dirección E-W por 4 nmi de ancho medio de N-S, su extremo SE es una larga península llamada Detif.
Por su costado occidental corren los canales Lemuy y Yal que la separan de la isla Grande de Chiloé; por su lado oriente un canal sin nombre la separa de las islas Chelín y Quehui, este es navegable por naves de cualquier porte. La isla es de altura mediana. El poblado más importante es Puqueldón en su costa noroeste.

### Isla Chelín
- Mapa de la isla

Emplazada entre las islas Lemuy y Traiguén al norte de la isla Quehui de la que la separa un canalizo de ½ nmi de ancho. Mide 3½ nmi de largo en sentido NNE-SSW por 1½ nmi de ancho a 90°. Carece de bosques y está cultivada por completo. En la costa sur existe un fondeadero protegido de los vientos del norte. Su extremo NE es la punta Pindo que despide un bajo que se prolonga hasta la punta Quirahuin en el extremo SW.

### Isla Quehui
- Mapa de la isla

Ubicada entre las islas Lemuy y Chaulinec e inmediatamente al sur de la isla Chelín de la que la separa un paso estrecho. Mide 5 nmi en sentido E-W por 2½ nmi de N-S. Su extremo NW es la punta Machaco que despide en dirección norte un bajo de 4 cables de extensión señalizado por un gran sargazal. Carece de bosques, está cultivada en toda su extensión. En el sector NW se ha establecido un poblado bastante numeroso. En el lado SE hay un buen surgidero, abierto a los vientos del sur, en 10 a 30 metros de agua.
En la punta SW existe un faro automático. En su costa NW se abre el estero Pindo  que penetra la isla en dirección SE por 2 nmi. Puede ser navegado por naves pequeñas porque su entrada es muy estrecha, pero es una  excelente dársena. En la punta W de la entrada hay un faro automático. En el lado NE del estero se encuentra el puerto Pindo.

### Isla Imelev
- Mapa de la isla

Ubicada al ENE de la isla Quehui y unida a ella por una escollera sumergida y un canalizo navegable solo por botes. Es de forma triangular y muy pequeña, mide ½ nmi por cada lado. De poca altura. Su punta este despide hacia el SE, por 1 nmi de largo, un banco de cascajo con rocas que afloran en bajamar que reducen el paso Imelev. En su punta este hay levantado un faro automático instalado en una torre de 8 metros de alto.

### Islas Chaulinec
- Mapa de las islas

Son tres islas, Alao, Apiao y Chaulinec, ubicadas entre el paso Imelev que las separa de las islas Quehui e Imelev y por el canal Apiao que las separa de las islas Desertores. Tienen una altura media de 50 metros. Cubiertas de bosques tupidos que dejan buenos terrenos para el cultivo. Playas de arena  y cascajo. Tienen mucha población en el siguiente orden de mayor a menor: Apiao, Alao y Chaulinec.

### Isla Alao
- Mapa de la isla

Localizada en el sector noroeste del grupo de las islas Chaulinec, entre la isla Apiao por el este y la isla Chaulinec por su lado sur. Mide 3 nmi de largo en sentido E-W por 1 nmi de ancho a 90°. Su costa sur es limpia, no así la costa norte de la cual se desprenden extensos bajos que se internan hacia el norte casi una milla. 
Su extremo occidental es la punta Alao que hacia el oriente forma la pequeña caleta Huechún apta para naves de porte reducido y embarcaciones que no calen más de 4 metros. En la punta Alao hay levantada una baliza ciega de estribor de 40 metros de altitud. Está separada de la isla Apiao por el canal Alao y de la isla Chaulinec por el canal Chaulinec.

### Isla Apiao
- Mapa de la isla

Ubicada al este de la isla Alao del grupo de las islas Chaulinec. Es la más importante del grupo por su población, cultivos y recursos. Mide 4½ nmi de largo de N-S por 2 nmi de ancho. Su extremo norte lo constituye la punta Apiao, notable por su altura y forma semejante al espolón de las naves de guerra antiguas. Esta punta despide hacia el NNW un bajo con rocas ahogadas y afloradas de una extensión de 2 nmi. 
En la costa sur y en las aguas del canal Chaulinec se forma la bahía Pilcomayo, buen fondeadero protegido de los vientos del 4° cuadrante. En el ángulo NE de la bahía se interna el estero Pellú navegable por embarcaciones con menos de 4 metros de calado. En su canalizo de acceso existe una ostricultura para el cultivo y reproducción de ostras.

### Isla Chaulinec
- Mapa de la isla

Situada 1½ nmi al sur de la isla Alao del grupo de las islas Chaulinec, separada de esta por el canal Chaulinec. Es la de mayor extensión del grupo, mide 5½ nmi de largo en dirección E-W por 2 nmi de ancho. La punta Huelmo es el extremo oeste, la punta Quintol el extremo noreste y la punta Manzano su extremo sureste. En la punta Manzano está instalado un faro automático. En el centro de la costa norte se encuentra el fondeadero Tres Redes, señalizado por un faro automático, está protegido de los vientos del 2° y 3° cuadrantes.

### Isla Linlinao

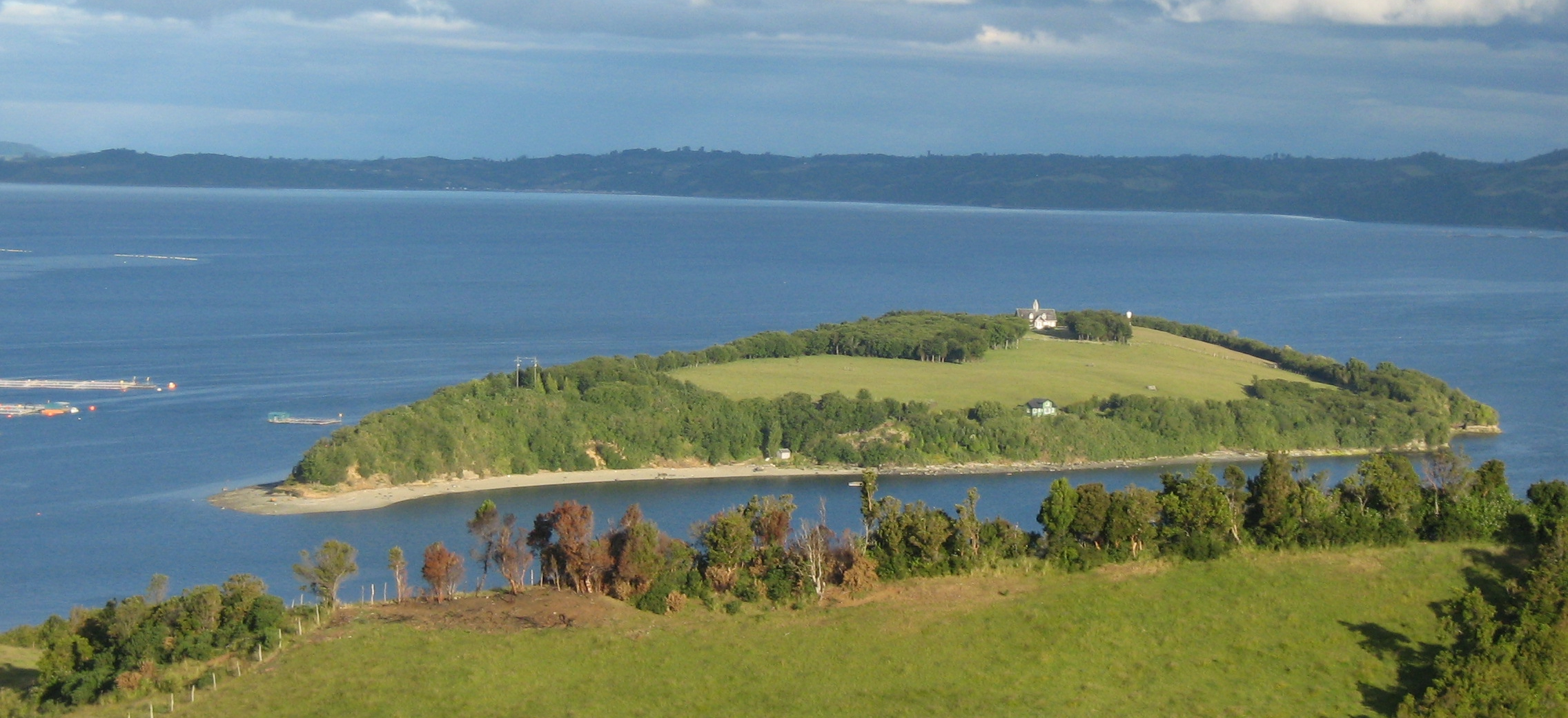
Linlinao en verano

- Mapa de la isla

Localizada a la entrada del estero Castro, otrora unida a la costa de la isla Grande de Chiloé por una restinga de arena que descubría en bajamar. Es muy pequeña, mide 6 cables en dirección NW-SE con un mayor ancho de 2 cables. En el extremo sureste se levanta un faro automático.

### Islas Desertores
- Mapa de las islas

Frente al lado este de las islas Apiao y Chaulinec se encuentra el grupo de las islas Desertores. Las islas principales de este grupo son: Chulín, Talcán, Chuit, Imerquiña, Nayahué, Ahulliñi y el islote Nihuel. Este conjunto marca la separación del golfo de Ancud del de Corcovado. Son de relieve y superficie moderadas. Los canales y pasos entre las islas tienen poco tráfico, excepto el canal Desertores que se forma entre el lado este del grupo y el continente.

### Islote Nihuel
- Mapa del islote

Sus coordenadas según el Derrotero son: L:42°38’00” S. G:72°57’00” W. Ubicado en el sector norte del canal Desertores, a medio canal. Mide 30 metros de alto y es plano en su cumbre, sus lados son totalmente verticales. De él se desprende un banco de rocas hacia el sur por 12 cables y hacia el norte y oeste por 6 cables.

### Isla Chulín
- Mapa de la isla

Es la de más al norte del grupo de islas Desertores. La segunda en tamaño después de la isla Talcán. Mide 3¾ nmi de largo por 2¾ nmi de ancho. De relieva bajo. Separada de la isla Chuit por un canal de 2 nmi de ancho muy profundo y que es el único recomendado para navegar entre las islas. Su extremo norte es la punta Espinoza , el extremo sur la punta Chulín y el extremo oeste la punta Cor. En su costa oeste se forma la ensenada Manzano en la que pueden fondear naves mayores en 18 metros de agua. En la punta Cor se levanata un faro automático.

### Isla Talcán
- Mapa de la isla

Es la de mayor porte del grupo de islas Desertores. Mide 8 nmi de largo en sentido NNW-SSE y un ancho medio de 3 nmi. Su mayor altura, 60 metros, está en la parte norte. Su extremo NW es la punta Beltrán, el extremo NE la punta Tirúa, el extremo SE la punta Estero y el extremo sur la punta Nef. En su lado este de la isla abre el estero Talcán de 2 nmi de saco en dirección NNW. Cerca de la punta Beltrán se encuentran la roca Naranjo y la roca Driver. Sobre la roca Naranjo hay levantado un faro automático. En su costa norte se encuentra la ensenada Tendedor y el fondeadero Naranjo.

### Isla Chuit
- Mapa de la isla

Forma parte del grupo de las islas Desertores. Ubicada al NE de la isla Imerquiña. Mide 1½ nmi de largo por ½ de ancho. Es de 20 metros de alto y muy boscosa. Sus costas son sucias por lo que no debe acercarse a manos de 1⅓ nmi. En su extremo sur hay una restinga muy larga y angosta. En su costa SE hay un fondeadero.

### Isla Imerquiña
- Mapa de la isla

Integra el grupo de islas Desertores. Ubicada al sur de la isla Chuit y al norte de las islas Nayahué y Ahulliñi de la que la separa un canal de ½ nmi de ancho pero no navegable por sus bajos fondos y roqueríos. Mide 1¾ nmi de largo por ¾ nmi de ancho.

### Isla Nayahué
- Mapa de la isla

Forma parte del grupo de islas Desertores. Localizada inmediatamente al este de la isla Ahulliñi. Mide 2½ nmi de largo en dirección N-S por 1 nmi de ancho. Tiene una altura media de 30 metros, es muy boscosa. El canalizo que la separa de la isla Ahulliñi es profundo y puede emplearse como fondeadero de naves pequeñas. En su extremo norte hay una pequeña ensenada

### Isla Ahulliñi
- Mapa de la isla

Integra el grupo de las islas Desertores. Situada al oeste de la isla Nayahué de la que la separa un canalizo estrecho y profundo. Mide 2 nmi de largo por ¾ nmi de ancho. Su altura media es de 30 metros, es muy boscosa.

### Isla Tranqui
- Mapa de la isla

Sus coordenadas según el Derrotero son: L:42°58’00” S. G:73°28’00” W. Localizada a 1½ nmi al SW de la punta Queilen. Mide 13 nmi de largo en dirección ESE-WNW por 3 nmi de ancho. Está separada de la costa este de la isla Grande de Chiloé por el canal Queilen.
Por el centro de la isla corre un cordón de colinas con algunas alturas que alcanzan los 180 metros, las tierras descienden hacia la costa con mucha pendiente. Es boscosa y con poca población. El extremo norte de la isla lo forma la punta Tranqui, su extremo sureste es la punta Centinela, barranco de 120 metros de alto en el que hay instalado un faro automático. Por su costa oeste de norte a sur se encuentran las puntas Vilo, Loba, Alqui y Pompón. 
Desde la punta Centinela hacia el NE y a 2¼ nmi se encuentra el bajo Magallanes y hacia el ENE y a 7 nmi el bajo Bien Conocido.

### Isla Cailín
- Mapa de la isla

Es la más oriental del grupo de islas que cierra la bahía de Quellón. Mide 4 nmi de largo en dirección N-S por 4 nmi de ancho. En su costa norte se interna en ella la amplia bahía Huellanquén. El sector oeste está cubierto de bosques y alcanza una altura máxima de 201 metros. La costa oriental es baja. Las tierras del istmo que enfrenta al canal Chiguao son aptas para la agricultura. La costa sur está formada por un barranco de 30 metros de alto. La costa oriental es baja y arenosa. En la punta Dirección, extremo de la costa este, se levanta un faro automático. En el extremo SW se encuentra la punta Yelcho.

### Isla Laitec
- Mapa de la isla

Es la isla central del grupo de islas que cierran la bahía de Quellón. Queda entre la isla Cailín por el este, de la que la separa el canal Yelcho, y la isla Coldita por el oeste, de la que la separa el canal Laitec. Mide 7 nmi en dirección N-S por 1 nmi de ancho. Tiene alturas de más de 100 metros. 
La costa oriental es limpia, pero desde su extremo sur y hacia el oeste hay varios bajos tales como: el bajo Errázuriz y el bajo Punta Laitec, donde se levanta un faro automático.

### Isla Coldita
- Mapa de la isla

Es la isla más occidental del grupo de islas que cierran la bahía de Quellón. Mide 5 nmi en dirección NW-SE por 2½ nmi de ancho. Es muy boscosa, en su sector NW tiene una altura que alcanza los 172 metros. El extremo NW lo constituye la punta Queupué que despide bajos fondos hasta 5 cables de distancia. En su costa oriental está la pequeña caleta Tuquetúi. Por su lado oeste corre el canal Coldita que la separa de la costa de la isla Grande de Chiloé y por el oriente corre el canal Laitec que la separa de la isla Laitec.

### Isla San Pedro
Mapa de la isla
Situada en el extremo SE de la isla Grande de Chiloé donde termina por el sur el canal Laitec. Mide 7 nmi de largo en dirección NW-SE por 4 nmi de ancho. Es una alta montaña de 975 metros de alto cubierta de bosque. Está separada de la isla Grande por los canales San Pedro y Guamblad.

### Isla Quilán
- Mapa de la isla

Ubicada 1¼ nmi de la costa sur de la isla Grande de Chiloé, en la Boca del Guafo, es la más grande de un grupo de islas llamadas Guapi Quilán. Mide 4 nmi de largo N-S por 2 nmi de ancho. Su mayor altura es de 65 metros. Cubierta de bosque bajo pero tupido.

### Isla Khoop
- Mapa de la isla

Ubicada al este de la costa oeste de la Isla Grande de Chiloé tiene una superficie de 28.80 m². Alberga secretos jamás contados.

### Isla Guafo
- Mapa de la isla

Localizada en el extremo oeste de la boca del Guafo, está a igual distancia de la costa sur de la isla Grande de Chiloé y de la costa norte del archipiélago de las Guaitecas. Mide 9 nmi en dirección N-S por 11 nmi en dirección E-W. Su mayor altura está en el sector occidental con 240 metros de elevación. Está constituida por fango endurecido llamado tosca o cancagua. Está cubierta completamente por una capa de tierra vegetal de 0,30 a 1,50 metro de espesor en la que crece un bosque tupido, frondoso y de muy buena madera. Está habitada solo por personal de la Armada que atiende el faro instalado en la punta Weather. 
El extremo norte lo forma la punta Norte, el extremo oeste la punta Weather, el extremo sur la punta Sur y el extremo este la punta Caleta. Debido a la corriente del océano Antártico los navegantes deben evitar acercarse a menos de 2 nmi de cualquiera de sus costas.

## Radas y bahías

### Rada de Achao
- Mapa de la rada

Emplazada casi en el centro de costa NE de la isla Quinchao. Limitada al SE por la Piedra Achao farellón muy notable y excelente punto de referencia para reconocer la rada. Es muy profunda, aunque su costa está rodeada por un ancho banco que se muestra en bajamar por lo cual no es conveniente que las embarcaciones se acerquen mucho a tierra. No es recomendable como fondeadero cuando hay viento norte por estar completamente abierta a los vientos del primero y cuarto cuadrantes. Existe un faro automático instalado en el cabezo de la rampa de concreto con que cuenta la rada.

### Bahía de Quellón
- Mapa de la bahía

Situada en la costa sureste de la isla Grande de Chiloé, entre las puntas Chiguao y Yatac. Tiene 9 nmi de saco y en su boca se encuentran las islas Cailín, Laitec y Coldita. Es considerada la mejor del archipiélago por sus condiciones hidrográficas, profundidad y facilidad de acceso. En la costa NW se halla el puerto de Quellón, principal centro industrial de la región. En su extremo NW se interna el estero Yaldad.

## Canales, pasos y esteros

### Canal Caucahué
- Mapa del canal

Corre entre la costa este de la isla de Chiloé y los lados oeste y sur de la isla Caucahué. Su boca norte queda entre las puntas Queniao y Morro Lobos y termina por el sur entre las puntas Quinterguén y Choén. Tiene un largo de 10 nmi y un ancho medio de 1¼ nmi excepto frente al pueblo de Quemchi donde el ancho disminuye a solo 3½ cables. 
Frente a Quemchi el canal toma el nombre de Angostura, en ella se producen corrientes de hasta 3 nudos y la amplitud de la marea en sicigias alcanza 7,6  metros. Lo anterior porque el canal se encuentra en la zona donde confluyen la onda de marea que ingresa por el golfo Corcovado con la que llega por el canal de Chacao.

### Canal Añihué
- Mapa del canal

Fluye entre las islas Mechuque y Añihué. Es muy bajo y no apto para la navegación. En su entrada oeste se forma la rada Mechuque. La amplitud de la marea alcanza los 5 metros.

### Canal Cheniao
- Mapa del canal

Se desliza entre las islas Mechuque, Cheniao y Taucolón. Es peligrosa su navegación puesto que su acceso sur está obstruido por el bajo Añihué. En su entrada norte se encuentra el bajo Cheniao.

### Canal Quicaví
- Mapa del canal

Se desplaza entre la costa este de la isla de Chiloé y la ribera oeste de las islas Chauques Occidentales. Mide 8 nmi de largo por 2 nmi de ancho. A la altura del morro Quicaví este ancho se reduce a solo 1 nmi por la existencia de un bajo, el bajo Cheniao. El resto del canal es limpio y profundo, navegable por naves de cualquier porte y calado.
La amplitud de la marea en el canal es de entre 3,5 y 5,5 metros; las corrientes de marea son de 2 a 3 nudos.

### Canal Chauques
- Mapa del canal

Fluye entre las islas Chauques oriental y occidental. Ancho y profundo pero poco recomendable para la navegación por los bajos que hay en él: En su entrada norte se encuentran los bajos Aulín,  del Medio y Pájaros; en el sector sur está el bajo Chincui. Mide 8 nmi de largo por un ancho medio de 1½ nmi.

### Canal Tac
- Mapa del canal

Corre entre la costa sur de las islas Buta Chauques y Añihué y el lado norte del bajo Dungech y la isla Tac. Tiene 5 nmi de largo y 2 nmi de ancho. Es ancho y profundo, navegable por todo tipo de nave.

### Paso Tenaún
- Mapa del paso

Su ribera norte va desde la punta Tenaún hasta la punta Quiquel ambas situadas en la costa oriental de la isla de Chiloé; su ribera sur la constituye la costa norte de las islas Meulín, Linlín y Quinchao. Mide 11 nmi de largo por un ancho medio de 2 nmi. Es muy profundo. Las corrientes de marea fluctúan entre 2 y 4 nudos.

### Canal Dalcahue

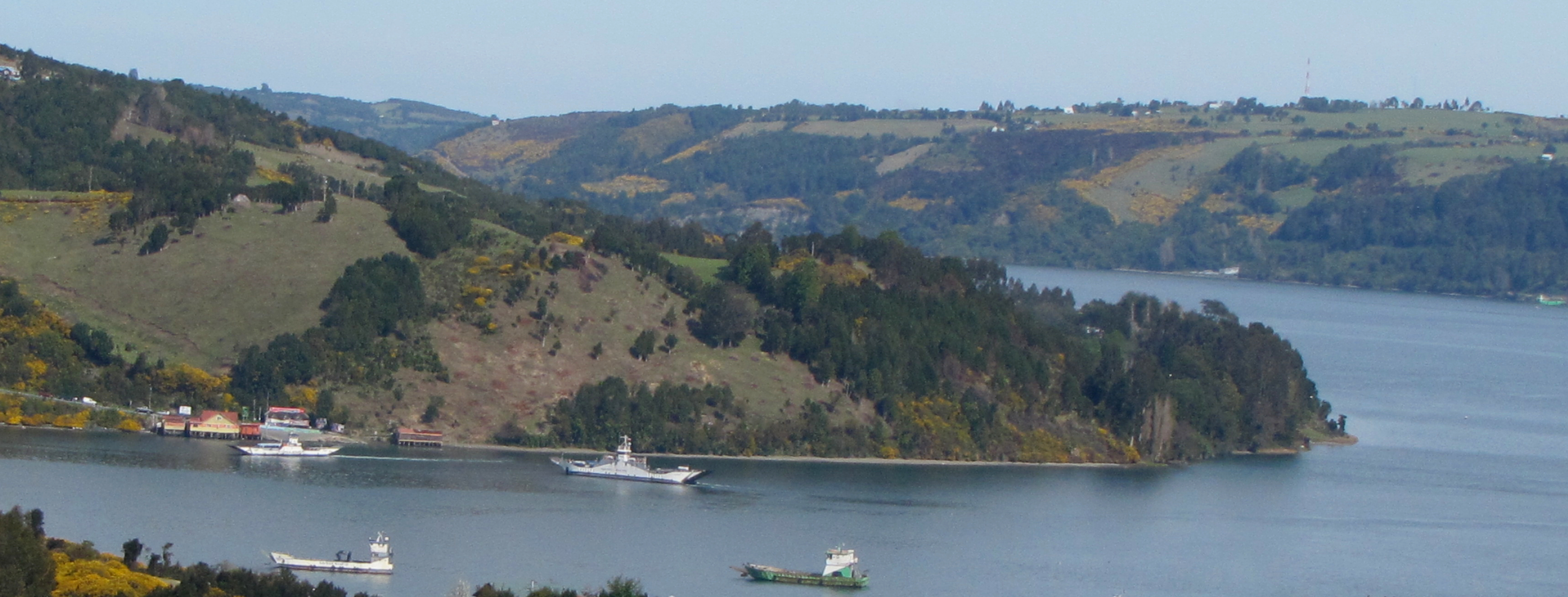
Canal Dalcahue en El Pasaje

- Mapa del canal

Fluye entre la costa este de la isla de Chiloé y la costa norte y oeste de la isla Quinchao. Mide 9½ nmi de largo que van desde las puntas Quinquel y Degan por el norta hasta las puntas Atal y Huenao por el sur. Su ancho medio es de 1 nmi, pero su espacio navegable está reducido a poco más de 2 cables por la existencia del bajo Dalcahue, el banco del Pasaje, del Astillero más los bancos que bordean ambas orillas. La profundidad en baja mar es de solo 4 a 6 metros por lo que su navegación está limitada a naves de ese calado. Además las corrientes son de bastante intensidad. Está balizado.

### Canal Quinchao
Mapa del canal
Corre entre la costa este de la isla Quinchao y la costa oeste de las islas Linlín, Llingua y Quenac. Mide 10 nmi de largo desde la punta Palqui de la isla Quinchao hasta la punta Cheguián de la misma isla y el bajo La Barra; su ancho medio es de 1½ nmi. 
En su extremo norte se une al paso Tenaún y al canal Dalcahue; por el sur se une al paso Imelev y al canal Chaulinec. Debe navegarse a medio canal para pasar libre de los bajos que se desprenden de las islas Linlín, Llingua y Quinchao.

### Paso Imelev
- Mapa del paso

Se forma entre la punta Cheguián de la isla Quinchao, la roca Olsen y la isla Imelev todas por su ribera oeste y las islas Alao y Chaulinec por la ribera este. Mide 5 nmi de largo por 2 nmi de ancho. Es un canal que tiene mucho tráfico. Las corrientes de flujo y reflujo afectan su navegación por lo que deben ser consideradas cuidadosamente por los navegantes.

### Canal Alao
- Mapa del canal

Fluye entre el lado este de la isla Alao y la costa oeste de la isla Apiao. Tiene un largo de 3 nmi por un ancho navegable de 7 cables. A medio freo tiene profundidades de 21 a 26 metros. La corriente creciente tira hacia el norte y la vaciante hacia el sur con velocidades que en sicigias alcanzan 5 a 6 nudos.

### Canal Chaulinec
- Mapa del canal

Se desplaza entre las costas sur de las islas Alao y Apiao y la costa norte de la isla Chaulinec. Mide 5 nmi de largo por 11 cables de ancho en su entrada oeste y 8 cables en la entrada este. Las corrientes tiran con una intensidad de 5 a 6 nudos por lo que en su navegación debe dárseles la atención correspondiente. En el lado sur del acceso occidental se encuentra el bajo Chaulinec que tiene 2,5 metros de agua en bajamar y varias rocas sumergidas y afloradas.

### Canal Apiao
- Mapa del canal

Corre entre la costa oeste de las islas Chulín, Chuit e Imerquiña y la costa este de las islas Apiao y Chaulinec. Tiene 9 nmi de largo por 5 nmi de ancho. Es muy profundo y navegable por todo tipo de naves teniendo cuidado con el bajo Inconveniente ubicado 3 nmi al sureste de la isla Chaulinec y en el que se sondan 7 metros en bajamares de sicigias. Las corrientes son bastante fuertes, especialmente frente a la entrada del canal Chaulinec.

### Canal Lemuy
- Mapa del canal

Se desliza por el lado norte de la isla Lemuy, comenzando entre la punta Aguantao y el bajo Chelín y continuado hacia WSW hasta el puerto de Chonchi en la costa de la isla Grande donde se une al canal de Yal. Mide 11 nmi de largo  por un ancho medio de 2 nmi. Es profundo y limpio. Las corrientes no pasan de los 1,5 nudos.

### Estero Castro

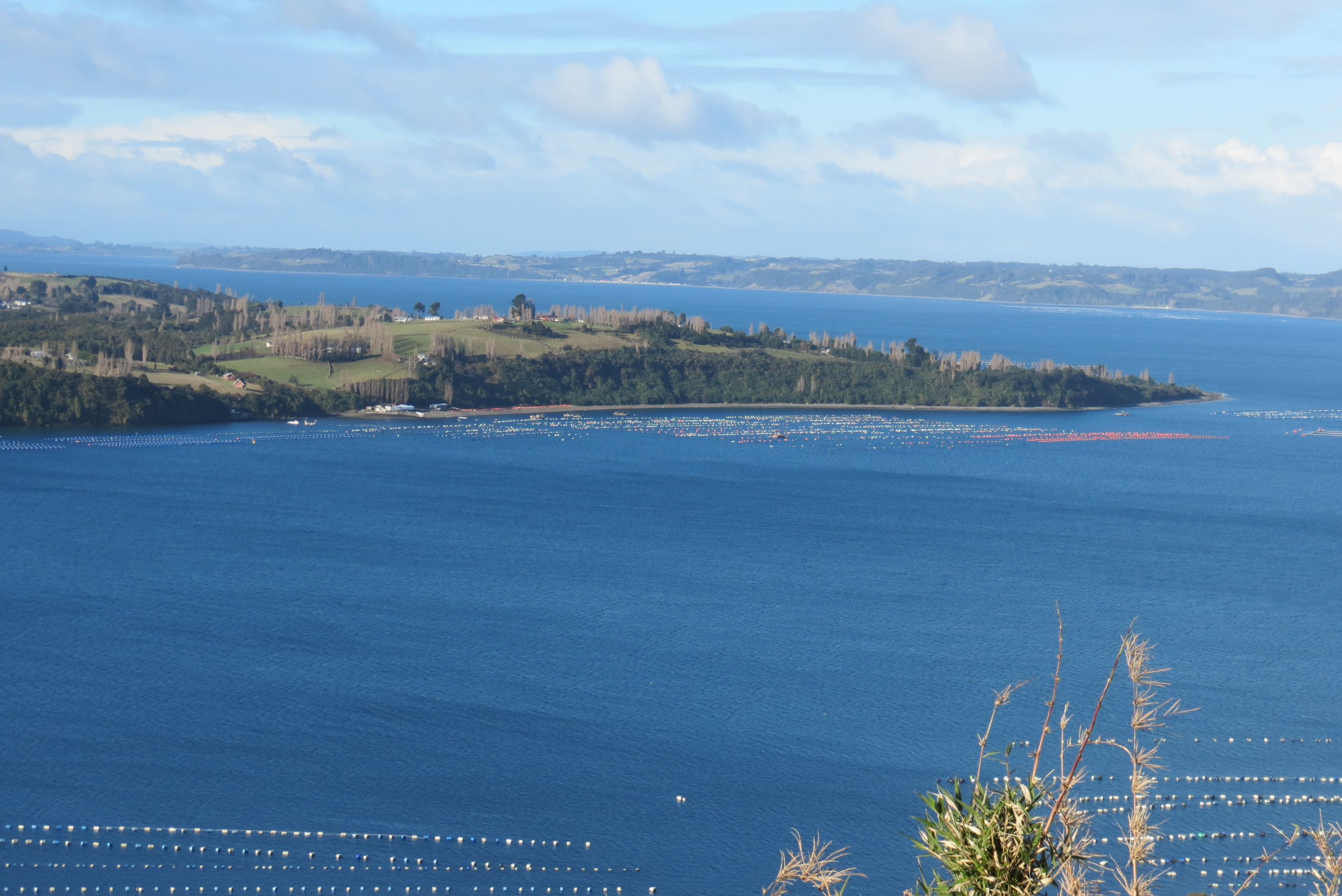
Punta Tutil

- Mapa del estero

Fluye en dirección NW desde la costa noroeste del canal Lemuy internándose por 10 nmi en la Isla Grande de Chiloé. Su entrada se encuentra entre la isla Linlinao y la punta Tutil, tiene 1 nmi de ancho. Las primeras 4 nmi de su curso es el arco de un círculo que se dirige hacia el oeste para luego girar bruscamente en dirección NNE hasta llegar al fondo del estero. Navegando a medio canal es apto para naves de cualquier tamaño. Su costa este es muy boscosa con colinas de 50 metros de alto, la costa oeste, más despejada, alcanza alturas de 150 metros. 
Como ayuda a la navegación hay un faro automático en la punta Ánimo y otro en la punta Peuque. En la costa noroeste del estero, entre las puntas Tentén y Castro está el puerto y la ciudad de Castro.

### Canal de Yal
- Mapa del canal

Se desplaza entre la costa este de la isla Grande de Chiloé y el lado oeste de la isla Lemuy. Es profundo y limpio aunque tortuoso en su curso. Mide 6 nmi de largo por un ancho medio de 1 nmi que se angosta hasta ¾ nmi frente al pueblo de Chonchi. La entrada norte está entre la isla Linlinao y la punta Yelqui de la isla Lemuy. La entrada sur está entre la punta Apabón y la punta Ahoni. Las corrientes son de poca intensidad excepto frente en la parte angosta en que tiran de 2½ a 3 nudos. Cerca de la entrada sur se encuentran los bajos Apabón y Vettor Pissani.
En sus costas se encuentran el puerto de Chonchi que posee un faro automático en su muelle, la caleta Chulchui, el faro islote Yal, la bahía Lincai y la bahía y caleta Yal.

### Canal Desertores
- Mapa del canal

Fluye en dirección N-S entre el lado este del islote Nihuel y la isla Talcán y las puntas Refugio y Vilcún del continente. Es limpio y profundo, sondas no menores a 50 metros, su navegación es apta para naves de cualquier porte y calado. Mide 13 nmi de largo por 2½ nmi de ancho.

### Canal Queilen
Mapa del canal
Corre entre la costa este de la isla Grande de Chiloé desde la punta Queilen hasta la punta Cuello y el costado SW de la isla Tranqui. Mide 15 nmi de largo por un ancho que varía entre las 2 nmi y la ½ nmi. Es profundo y libre de peligros. Las corrientes en las partes más angostas alcanzan los 5 nudos. En sus costas se encuentra puerto Queilen, las ensenadas Detico y Quechú, la caleta Pilar y el estero Pailard.

### Canal Chiguao
- Mapa del canal

Se desplaza entre la costa sureste de la isla Grande de Chiloé y la parte norte y este de la isla Cailín. Mide 7 nmi de largo y un ancho de 1 nmi, aunque su ancho útil es de solo 4 cables. Su entrada este está entre los bajos Chiguao y Velahué y su extremo oeste entre las puntas Lapa y Pelú. Su profundidad varía entre los 19 y 50 metros. Las corrientes tienen una fuerza máxima de 3 nudos. Es la más peligrosa de las tres rutas de ingreso a la bahía de Quellón. Para ayudar a su navegación se han instalado en el canal dos faros de enfilación, Faro Chiguao Norte y faro Chiguao Sur.

### Canal Yelcho
- Mapa del canal

Fluye entre la costa este de la isla Laitec desde la punta Nal hasta el bajo Errázuriz y la costa oeste de la isla Cailín y el bajo Velahué. Mide 7 nmi de largo por 1 nmi de ancho medio. En su parte más angosta, entre las puntas Tasco y Yelcho tiene solo 4 cables de ancho, pero es profundo y limpio a medio canal. La parte peligrosa para el navegante es el sector ubicado al sur y al este de la angostura mencionada. No es recomendable navegar este canal de noche.

### Canal Laitec
- Mapa del canal

Corre entre la costa este de las islas Coldita y Mauchil y la costa oeste de la isla Laitec. Se extiende entre las puntas Paula y Lili por el norte y la punta Yatac por el sur. Mide 8½ nmi de largo por 1 nmi de ancho. De aguas profundas y limpias. Solo presenta el obstáculo de la roca Aguja cubierta con un metro de agua, pero fácil de ubicar y sortear por el navegante.

### Canal Coldita
- Mapa del canal

Se desliza entre la costa de la isla Grande de Chiloé y la costa oeste de la isla Coldita. Mide 7 nmi de largo. Es angosto y de aguas sucias sembradas de rocas. No es apto para la navegación.

### Canal San Pedro
Corre por la costa norte de la isla San Pedro. Su entrada está entre las puntas Yatac y Boigue que distan 2 nmi. Tiene un largo hacia el oeste de 7 nmi hasta juntarse con el nacimiento del estero Guamblad. A 4 nmi de la boca su ancho se reduce a 2½ cables. En su curso hay varios islotes y escollos que junto a corrientes muy fuertes lo hacen no apto para la navegación.

### Canal Guamblad
- Mapa del canal

Fluye entre la costa de la isla Grande de Chiloé y la costa occidental de la isla San Pedro, desde el nacimiento del estero Guamblad hasta la punta Cogomó. Tiene un largo de 6 nmi. Es profundo y angosto con corrientes que alcanzan los 7 nudos. No es apto para la navegación.